# Villemoustaussou
Villemoustaussou  est une commune française, située dans le nord du département de l'Aude en région Occitanie.
Sur le plan historique et culturel, la commune fait partie du Carcassès, un pays centré sur la ville de Carcassonne, entre les prémices du Massif central et les contreforts pyrénéens. Exposée à un climat méditerranéen, elle est drainée par le canal du Midi, le Fresquel, le ruisseau de Trapel et par divers autres petits cours d'eau. La commune possède un patrimoine naturel remarquable composé d'une zone naturelle d'intérêt écologique, faunistique et floristique.
Villemoustaussou est une commune urbaine qui compte 4 434 habitants en 2022, après avoir connu une forte hausse de la population depuis 1975. Elle appartient à l'unité urbaine de Villemoustaussou et fait partie de l'aire d'attraction de Carcassonne. Ses habitants sont appelés les Villemachois ou  Villemachoises.

## Géographie
Commune de l'aire urbaine de Carcassonne, située en pays Languedocien, à 4 km au nord de Carcassonne sur le Trapel, à la croisée des terroirs du Cabardès et du Minervois, Villemoustaussou affirme une volonté de développement économique associé au maintien de la qualité de vie liée au milieu rural. Elle est la ville-centre d'une unité urbaine de l'aire urbaine de Carcassonne.

### Communes limitrophes
Villemoustaussou est limitrophe de six autres communes.
Les communes limitrophes sont  Carcassonne, Conques-sur-Orbiel, Pennautier, Villalier, Villedubert et Villegailhenc.
| Villegailhenc | Conques-sur-Orbiel |             |
| Pennautier    | Villemoustaussou   | Villalier   |
|               | Carcassonne        | Villedubert |

### Géologie et relief
La superficie de la commune est de 1 194 hectares ; son altitude varie de 84  à   180 mètres.

### Voies de communication et transports
Accès avec la route nationale 620 et les transports en commun de Carcassonne.

### Hydrographie
La commune est dans la région hydrographique « Côtiers méditerranéens », au sein du bassin hydrographique Rhône-Méditerranée-Corse. Elle est drainée par le canal du Midi, le Fresquel, le ruisseau de Trapel, le ruisseau de la Caune, le ruisseau de la Dussaude, le ruisseau de Merdeau, le ruisseau de Revel et le ruisseau de Soulissa, qui constituent un réseau hydrographique de 14 km de longueur totale,.
Le canal du Midi, d'une longueur totale de 239,8 km, est un canal de navigation à bief de partage qui relie Toulouse à la mer Méditerranée depuis le xviie siècle.
Le Fresquel, d'une longueur totale de 63 km, prend sa source dans la commune de Baraigne et s'écoule d'ouest en est. Il traverse la commune et se jette dans l'Aude à Carcassonne, après avoir traversé 22 communes.
Le Trapel, d'une longueur totale de 19,2 km, prend sa source dans la commune de Fraisse-Cabardès et s'écoule vers le sud-est. Il traverse la commune et passe sous le canal du Midi sur le territoire communal via un pont aqueduc. Il se jette dans l'Aude (fleuve) sur le territoire de communal de Villedubert après avoir traversé 8 communes,.

### Climat
Pour des articles plus généraux, voir Climat de l'Occitanie et Climat de l'Aude.
En 2010, le climat de la commune est de type climat du Bassin du Sud-Ouest, selon une étude s'appuyant sur une série de données couvrant la période 1971-2000. En 2020, Météo-France publie une typologie des climats de la France métropolitaine dans laquelle la commune est exposée à un climat océanique altéré et est dans la région climatique Provence, Languedoc-Roussillon, caractérisée par une pluviométrie faible en été, un très bon ensoleillement (2 600 h/an), un été chaud (21,5 °C), un air très sec en été, sec en toutes saisons, des vents forts (fréquence de 40 à 50 % de vents > 5 m/s) et peu de brouillards.
Pour la période 1971-2000, la température annuelle moyenne est de 14 °C, avec une amplitude thermique annuelle de 15,8 °C. Le cumul annuel moyen de précipitations est de 571 mm, avec 8,2 jours de précipitations en janvier et 4,2 jours en juillet. Pour la période 1991-2020, la température moyenne annuelle observée sur la station météorologique la plus proche, située sur la commune de Carcassonne à 4 km à vol d'oiseau, est de 14,4 °C et le cumul annuel moyen de précipitations est de 665,0 mm,. Pour l'avenir, les paramètres climatiques de la commune estimés pour 2050 selon différents scénarios d’émission de gaz à effet de serre sont consultables sur un site dédié publié par Météo-France en novembre 2022.

### Milieux naturels et biodiversité

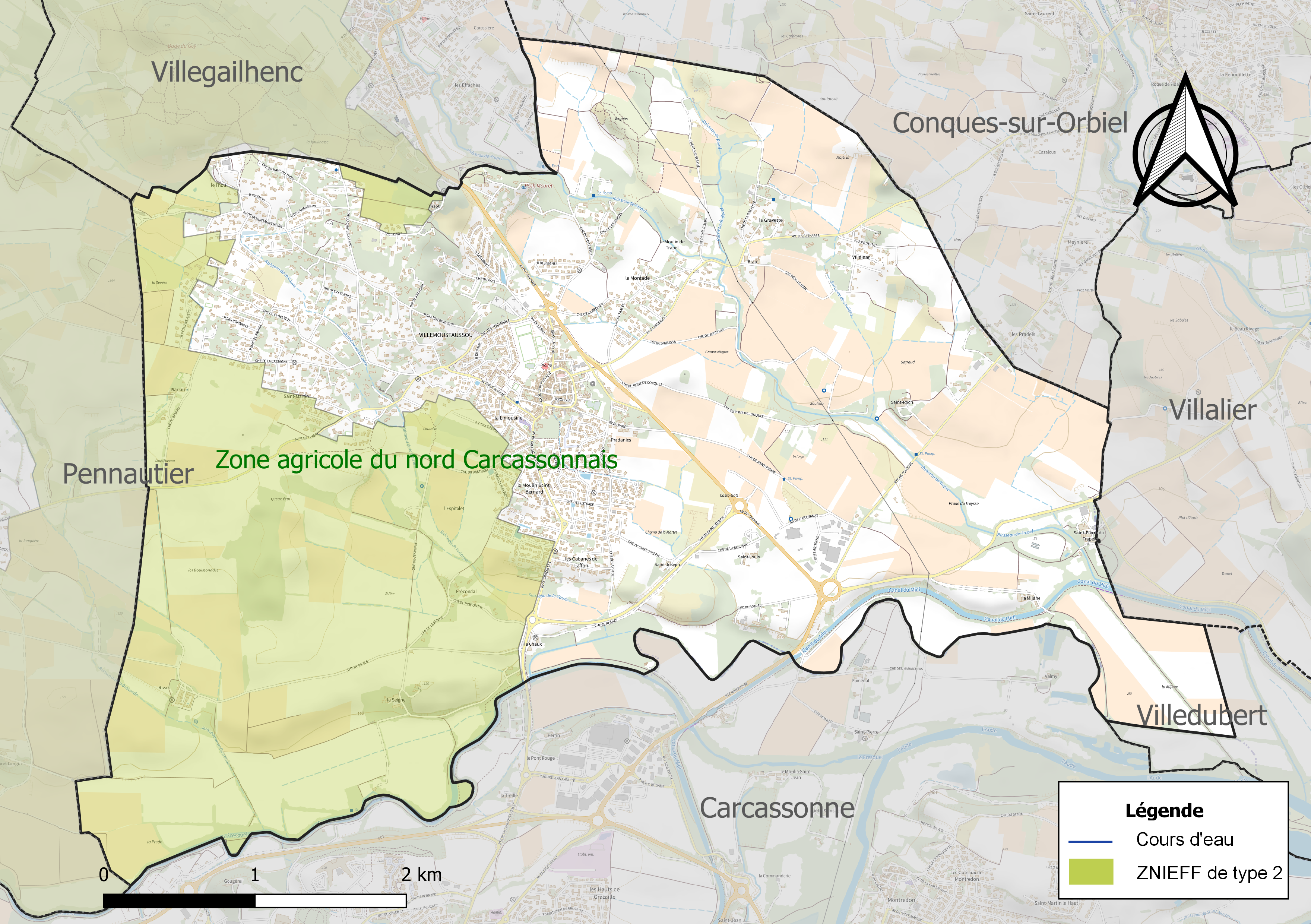
Carte de la ZNIEFF de type 2 localisée sur la commune.

L’inventaire des zones naturelles d'intérêt écologique, faunistique et floristique (ZNIEFF) a pour objectif de réaliser une couverture des zones les plus intéressantes sur le plan écologique, essentiellement dans la perspective d’améliorer la connaissance du patrimoine naturel national et de fournir aux différents décideurs un outil d’aide à la prise en compte de l’environnement dans l’aménagement du territoire.
Une ZNIEFF de type 2 est recensée sur la commune :
la « zone agricole du nord Carcassonnais » (2 661 ha), couvrant 5 communes du département.

## Urbanisme

### Typologie
Au 1er janvier 2024, Villemoustaussou est catégorisée ceinture urbaine, selon la nouvelle grille communale de densité à 7 niveaux définie par l'Insee en 2022.
Elle appartient à l'unité urbaine de Villemoustaussou, une agglomération intra-départementale dont elle est ville-centre,. Par ailleurs la commune fait partie de l'aire d'attraction de Carcassonne, dont elle est une commune de la couronne,. Cette aire, qui regroupe 115 communes, est catégorisée dans les aires de 50 000 à moins de 200 000 habitants,.

### Occupation des sols
L'occupation des sols de la commune, telle qu'elle ressort de la base de données européenne d’occupation biophysique des sols Corine Land Cover (CLC), est marquée par l'importance des territoires agricoles (78,7 % en 2018), en diminution par rapport à 1990 (82,9 %). La répartition détaillée en 2018 est la suivante : 
zones agricoles hétérogènes (40 %), cultures permanentes (38,7 %), zones urbanisées (19,8 %), milieux à végétation arbustive et/ou herbacée (1,5 %). L'évolution de l’occupation des sols de la commune et de ses infrastructures peut être observée sur les différentes représentations cartographiques du territoire : la carte de Cassini (XVIIIe siècle), la carte d'état-major (1820-1866) et les cartes ou photos aériennes de l'IGN pour la période actuelle (1950 à aujourd'hui).

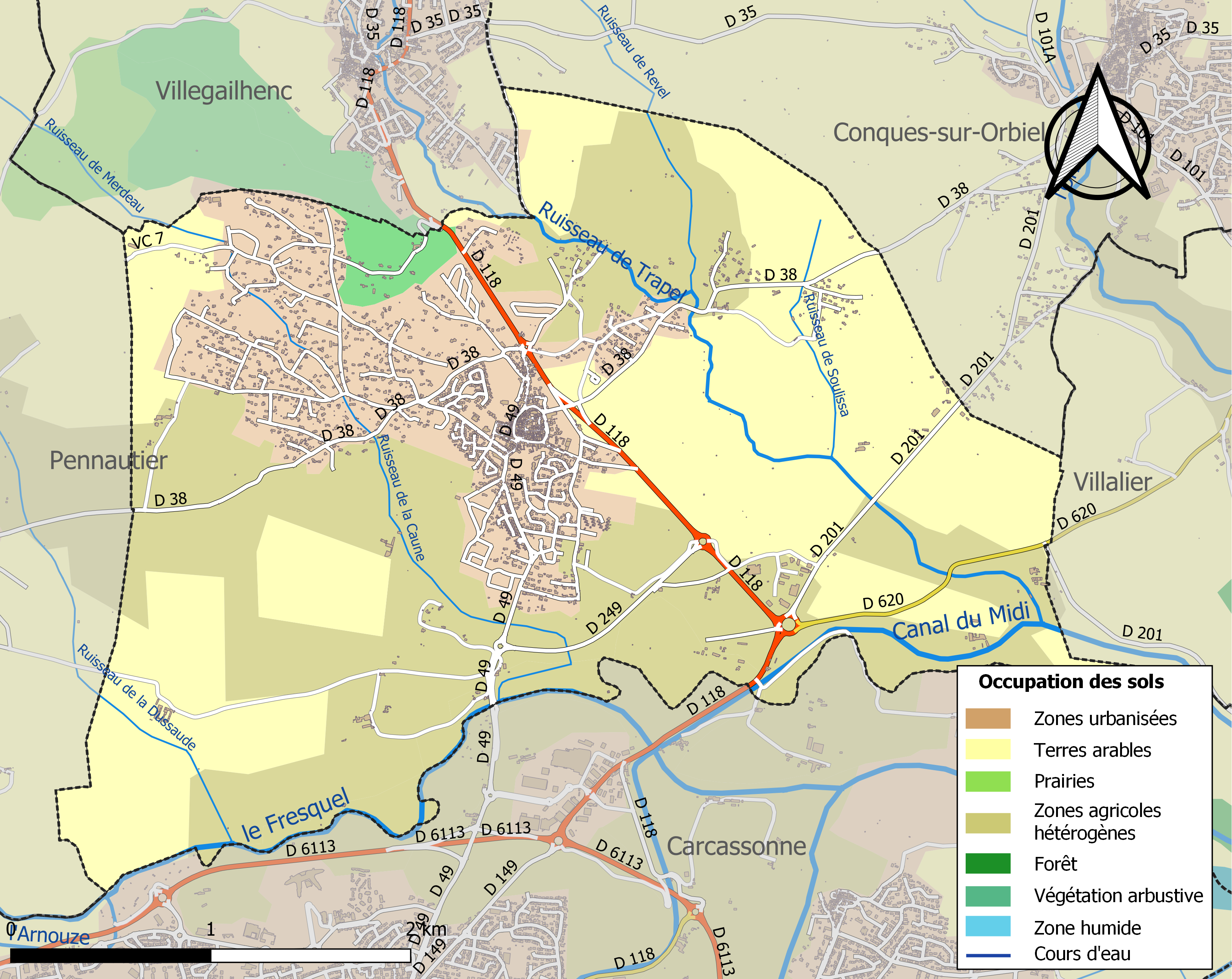
Carte des infrastructures et de l'occupation des sols de la commune en 2018 (CLC).

### Risques majeurs
Le territoire de la commune de Villemoustaussou est vulnérable à différents aléas naturels : météorologiques (tempête, orage, neige, grand froid, canicule ou sécheresse), inondations, feux de forêts et séisme (sismicité très faible). Il est également exposé à deux risques technologiques, le transport de matières dangereuses et la rupture d'un barrage. Un site publié par le BRGM permet d'évaluer simplement et rapidement les risques d'un bien localisé soit par son adresse soit par le numéro de sa parcelle.

#### Risques naturels
Certaines parties du territoire communal sont susceptibles d’être affectées par le risque d’inondation par débordement de cours d'eau, notamment le ruisseau de Glandes. La commune a été reconnue en état de catastrophe naturelle au titre des dommages causés par les inondations et coulées de boue survenues en 1982, 1992, 1996, 1999, 2009, 2014, 2018 et 2020,.

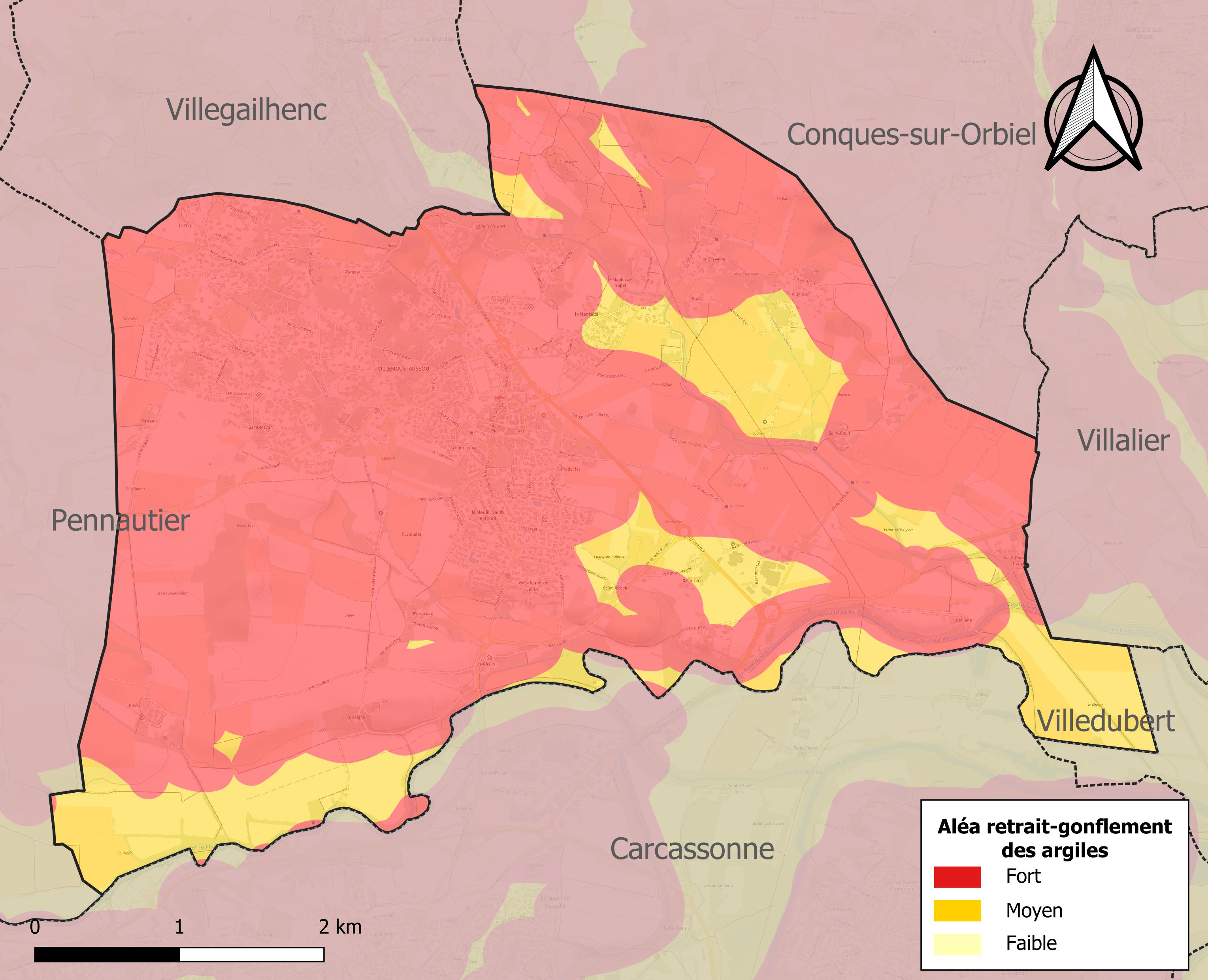
Carte des zones d'aléa retrait-gonflement des sols argileux de Villemoustaussou.

Le retrait-gonflement des sols argileux est susceptible d'engendrer des dommages importants aux bâtiments en cas d’alternance de périodes de sécheresse et de pluie. La totalité de la commune est en aléa moyen ou fort (75,2 % au niveau départemental et 48,5 % au niveau national). Sur les 1 933 bâtiments dénombrés sur la commune en 2019, 1933 sont en aléa moyen ou fort, soit 100 %, à comparer aux 94 % au niveau départemental et 54 % au niveau national. Une cartographie de l'exposition du territoire national au retrait gonflement des sols argileux est disponible sur le site du BRGM,.

#### Risques technologiques
Le risque de transport de matières dangereuses sur la commune est lié à sa traversée par une route à fort trafic. Un accident se produisant sur une telle infrastructure est en effet susceptible d’avoir des effets graves au bâti ou aux personnes jusqu’à 350 m, selon la nature du matériau transporté. Des dispositions d’urbanisme peuvent être préconisées en conséquence.
La commune est en outre située en aval des barrages de Matemale et de Puyvalador, deux ouvrages de classe A, situés dans le département des Pyrénées-Orientales. À ce titre elle est susceptible d’être touchée par l’onde de submersion consécutive à la rupture d'un de ces ouvrages.

## Toponymie
Villam Moustouso en 1247, Villamoustausione en 1329 ; selon Ernest Nègre, le nom se compose de villa suivi de mussitatio(n), « murmure » en latin.

## Histoire

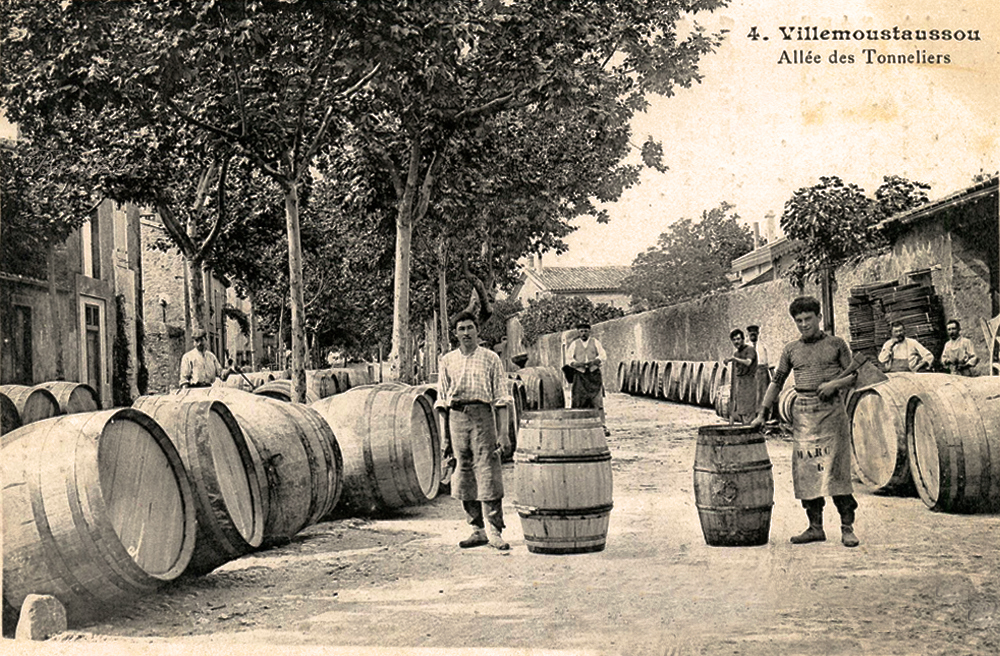
Allée des tonneliers au début du XXe siècle

## Politique et administration

### Administration municipale
Le nombre d'habitants au recensement de 2011 étant compris entre 3 500 et 4 999, le nombre de membres du conseil municipal pour l'élection de 2014 est de vingt sept,

### Rattachements administratifs et électoraux
Commune faisant partie de l'arrondissement de Carcassonne de Carcassonne Agglo et du canton de la Vallée de l'Orbiel (avant le redécoupage départemental de 2014, Villemoustaussou faisait partie de l'ex-canton de Conques-sur-Orbiel).

## Population et société

### Démographie
L'évolution du nombre d'habitants est connue à travers les recensements de la population effectués dans la commune depuis 1793. Pour les communes de moins de 10 000 habitants, une enquête de recensement portant sur toute la population est réalisée tous les cinq ans, les populations de référence des années intermédiaires étant quant à elles estimées par interpolation ou extrapolation. Pour la commune, le premier recensement exhaustif entrant dans le cadre du nouveau dispositif a été réalisé en 2007.

En 2022, la commune comptait 4 434 habitants, en évolution de +1,03 % par rapport à 2016 (Aude : +2,65 %, France hors Mayotte : +2,11 %).
| 1793 | 1800 | 1806 | 1821 | 1831 | 1836 | 1841 | 1846 | 1851 |
| ---- | ---- | ---- | ---- | ---- | ---- | ---- | ---- | ---- |
| 799  | 841  | 848  | 814  | 854  | 897  | 855  | 873  | 810  |

| 1856 | 1861 | 1866 | 1872 | 1876 | 1881 | 1886 | 1891 | 1896 |
| ---- | ---- | ---- | ---- | ---- | ---- | ---- | ---- | ---- |
| 795  | 756  | 810  | 775  | 887  | 909  | 913  | 868  | 846  |

| 1901 | 1906 | 1911 | 1921 | 1926 | 1931  | 1936 | 1946 | 1954  |
| ---- | ---- | ---- | ---- | ---- | ----- | ---- | ---- | ----- |
| 887  | 904  | 872  | 898  | 900  | 1 003 | 934  | 915  | 1 020 |

| 1962 | 1968  | 1975  | 1982  | 1990  | 1999  | 2006  | 2007  | 2012  |
| ---- | ----- | ----- | ----- | ----- | ----- | ----- | ----- | ----- |
| 947  | 1 059 | 1 706 | 2 254 | 2 729 | 2 696 | 3 034 | 3 082 | 3 942 |

| 2017  | 2022  | - | - | - | - | - | - | - |
| ----- | ----- | - | - | - | - | - | - | - |
| 4 423 | 4 434 | - | - | - | - | - | - | - |

| selon la population municipale des années : | 1968 | 1975 | 1982 | 1990 | 1999 | 2006 | 2009 | 2013 |
| Rang de la commune dans le département      | 34   | 19   | 14   | 13   | 15   | 16   | 15   | 12   |
| Nombre de communes du département           | 439  | 436  | 435  | 437  | 438  | 438  | 438  | 438  |

### Enseignement
Villemoustaussou fait partie de l'académie de Montpellier.

### Manifestations culturelles et festivités
Comité des fêtes, danse, festival international de bandas,

### Santé
La commune dispose de cabinets d'infirmiers, médecins généralistes, orthophonistes, kinésithérapeutes, des dentistes et vétérinaires...

### Sports
Lieu de passage de la 14e étape du Tour de France 2007, football, pétanque, rugby à XV Entente Conques-Villemoustaussou championnat de France de rugby à XV de 1re série, chasse, pêche, randonnée pédestre,

### Écologie et recyclage
La collecte et le traitement des déchets des ménages et des déchets assimilés ainsi que la protection et la mise en valeur de l'environnement se font dans le cadre du Covaldem11.

## Économie

### Revenus
En 2018  (données Insee publiées en septembre 2021), la commune compte 1 850 ménages fiscaux, regroupant 4 442 personnes. La médiane du revenu disponible par unité de consommation est de 22 350 € (19 240 € dans le département). 55 % des ménages fiscaux sont imposés ( % dans le département).

### Emploi
| Division       | 2008   | 2013   | 2018   |
| -------------- | ------ | ------ | ------ |
| Commune        | 7,2 %  | 9,1 %  | 8,9 %  |
| Département    | 10,2 % | 12,8 % | 12,6 % |
| France entière | 8,3 %  | 10 %   | 10 %   |

En 2018, la population âgée de 15 à 64 ans s'élève à 2 592 personnes, parmi lesquelles on compte 76,1 % d'actifs (67,2 % ayant un emploi et 8,9 % de chômeurs) et 23,9 % d'inactifs,. Depuis 2008, le taux de chômage communal (au sens du recensement) des 15-64 ans est inférieur à celui de la France et du département.
La commune fait partie de la couronne de l'aire d'attraction de Carcassonne, du fait qu'au moins 15 % des actifs travaillent dans le pôle,. Elle compte 507 emplois en 2018, contre 541 en 2013 et 428 en 2008. Le nombre d'actifs ayant un emploi résidant dans la commune est de 1 754, soit un indicateur de concentration d'emploi de 28,9 % et un taux d'activité parmi les 15 ans ou plus de 55,8 %.
Sur ces 1 754 actifs de 15 ans ou plus ayant un emploi, 315 travaillent dans la commune, soit 18 % des habitants. Pour se rendre au travail, 91,3 % des habitants utilisent un véhicule personnel ou de fonction à quatre roues, 2,4 % les transports en commun, 3,8 % s'y rendent en deux-roues, à vélo ou à pied et 2,4 % n'ont pas besoin de transport (travail au domicile).

### Activités hors agriculture

#### Secteurs d'activités
251 établissements sont implantés  à Villemoustaussou au 31 décembre 2019. Le tableau ci-dessous en détaille le nombre par secteur d'activité et compare les ratios avec ceux du département,.
| Secteur d'activité                                                                                        | Commune | Commune | Département |
| Secteur d'activité                                                                                        | Nombre  | %       | %           |
| --- | ------- | ------- | ----------- |
| Ensemble                                                                                                  | 251     | 100 %   | (100 %)     |
| Industrie manufacturière, industries extractives et autres                                                | 16      | 6,4 %   | (8,8 %)     |
| Construction                                                                                              | 48      | 19,1 %  | (14 %)      |
| Commerce de gros et de détail, transports, hébergement et restauration                                    | 61      | 24,3 %  | (32,3 %)    |
| Information et communication                                                                              | 3       | 1,2 %   | (1,6 %)     |
| Activités financières et d'assurance                                                                      | 8       | 3,2 %   | (2,7 %)     |
| Activités immobilières                                                                                    | 14      | 5,6 %   | (5,2 %)     |
| Activités spécialisées, scientifiques et techniques et activités de services administratifs et de soutien | 30      | 12 %    | (13,3 %)    |
| Administration publique, enseignement, santé humaine et action sociale                                    | 40      | 15,9 %  | (13,2 %)    |
| Autres activités de services                                                                              | 31      | 12,4 %  | (8,8 %)     |

Le secteur du commerce de gros et de détail, des transports, de l'hébergement et de la restauration est prépondérant sur la commune puisqu'il représente 24,3 % du nombre total d'établissements de la commune (61 sur les 251 entreprises implantées  à Villemoustaussou), contre 32,3 % au niveau départemental.

#### Entreprises
Les cinq entreprises ayant leur siège social sur le territoire communal qui génèrent le plus de chiffre d'affaires en 2020 sont : 
- Ferrand, fabrication de machines agricoles et forestières (9 249 k€)
- Societe Inard Bois - Sofola, sciage et rabotage du bois, hors imprégnation (4 258 k€)
- SARL Bernard Pierre, travaux de maçonnerie générale et gros œuvre de bâtiment (932 k€)
- Etablissements Cage, activités des sièges sociaux (171 k€)
- EURL Cabrera, travaux de maçonnerie générale et gros œuvre de bâtiment (126 k€)

### Agriculture
La commune est dans la « Région viticole » de l'Aude, une petite région agricole occupant une grande partie centrale du département, également dénommée localement « Corbeilles Minervois et Carcasses-Limouxin ». En 2020, l'orientation technico-économique de l'agriculture  sur la commune est la viticulture.
|               | 1988 | 2000 | 2010 | 2020 |
| ------------- | ---- | ---- | ---- | ---- |
| Exploitations | 44   | 19   | 17   | 17   |
| SAU (ha)      | 459  | 923  | 878  | 1023 |

Le nombre d'exploitations agricoles en activité et ayant leur siège dans la commune est passé de 44 lors du recensement agricole de 1988  à 19 en 2000 puis à 17 en 2010 et enfin à 17 en 2020, soit une baisse de 61 % en 32 ans. Le même mouvement est observé à l'échelle du département qui a perdu pendant cette période 60 % de ses exploitations,. La surface agricole utilisée sur la commune a quant à elle augmenté, passant de 459 ha en 1988 à 1 023 ha en 2020. Parallèlement la surface agricole utilisée moyenne par exploitation a augmenté, passant de 10 à 60 ha.

## Culture locale et patrimoine

### Lieux et monuments
- Église Saint-Étienne de Villemoustaussou.

### Anecdote
Villemoustaussou est le lieu de tournage du clip de Patrick Sébastien : Ah...si tu pouvais fermer ta gueule

### Personnalités liées à la commune
- Henri Gougaud (1936-2024), né à Villemoustaussou, écrivain, poète, conteur, parolier et chanteur occitanophone, de parents alors domiciliés à Joucou.
- Raymonde Carasco (née à Carcassonne en 1939), philosophe, écrivain, cinéaste, passe son enfance à Villemoustaussou.
- Jean-Claude Rolland (né en 1951), célèbre skieur et randonneur pyrénéen (Rodome, Formiguères et Ariège).
- Édouard Aymard, né à Villemoustaussou dans l'Aude en 1820 et mort à Paris en 1880, général de division en 1870 et gouverneur de Paris en 1878. Fils du général Antoine Aymard baron et pair de France. En 1903, un monument (réalisé d'après une sculpture de James Pradier) à sa mémoire fut érigé à l'entrée du centre-ville.
- Pierre Jean François Chaffary, né à Villemoustaussou le 17 mai 1872 et décédé à Juillac le 22 août 1950, général de brigade en 1931.
- Antoine Pierre Gout, né à Villemoustaussou le 5 novembre 1874 et décédé à Paris le 9 août 1959, général de brigade en 1933.
- Jean-Pierre Lecompte (1941-2024), joueur de rugby à XIII et à XV français y vivait[50].
- Gilles Gomez, né en 1965 à Carcassonne, footballeur puis entraineur s'étant initié à la pratique du football au sein du club de la commune de 1971 à 1978.

### Héraldique
| Blason de Villemoustaussou | Blason  | De sinople à la lettre V capitale d'or.          |
| Blason de Villemoustaussou | Détails | Le statut officiel du blason reste à déterminer. |